# Federazione di rugby a 15 del Pakistan
La Federazione Rugby XV del Pakistan (in inglese Pakistan Rugby Union) è l'organo che governa il Rugby a 15 nel Pakistan.
Affiliata all'International Rugby Board, è inclusa fra le nazionali di terzo livello senza esperienze di Coppa del Mondo.